# Xiao Hong
Zhang Naiying (张乃莹); alias Qiao Yin o Xiao Hong (en chino tradicional, 蕭紅; en chino simplificado, 萧红; pinyin, Xiāo Hóng, Heilongjiang, 2 de junio de 1911-Hong Kong, 22 de enero de 1942) fue una escritora china nacida durante la dinastía Qing.
Su madre falleció cuando era niña y no se llevaba bien con su padre, el único familiar con quien mantuvo una relación estrecha fue su abuela, a quien describía como una buena persona. Tuvo una infancia triste, asistió al colegio en Harbin y en 1939 huyó a Pekín para evitar un matrimonio concertado, aunque más tarde la seguiría su prometido Wang Dianjia, quien la abandonó embarazada en un hotel en 1932, donde casi fue vendida a un burdel. 
Buscó ayuda en un publicista local, Xiao Jun, quien la refugió durante una crecida del río Songhua. Desde entonces vivieron juntos y comenzó a publicar sus primeras obras. 
En junio de 1934, la pareja se mudó a Qingdao, donde tras tres meses, la escritora escribió Sheng si Chang (Campo de vida y muerte) que recibió muy buenas críticas. El mismo año, Xiao Hong y Xiao Jun completaron la colección de ensayos autobiográficos titulada Calle del mercado, donde vivieron en Harbin. En 1936, se mudaron a Tokio donde siguió escribiendo ensayos.
Más tarde en 1938, mientras vivían en Xi’an rompió con Xiao Jun y se casó con Duanwu Hongliang en Wuhan, con quien se estableció en Hong Kong, donde murió trágicamente durante el conflicto bélico el 22 de enero de 1942.